# Саранск (аэропорт)
Аэропорт Сара́нск (ИАТА: SKX, ИКАО: UWPS) — международный аэропорт федерального значения в одноимённом городе, столице Республики Мордовия.

## История
Со второй половины 1940-х годов в качестве аэропорта использовался военный аэродром Лямбирь. В 1955 году был создан аэропорт в черте города, в районе нынешней улицы Гагарина. В 1960 году открыт новый аэропорт на нынешнем месте, в районе села Луховка.
В 1964 году был построен новый аэровокзал. В 1981 году принята в эксплуатацию бетонная ВПП, что позволило аэропорту принимать современные турбореактивные самолёты Ту-134 и Як-42. В 1988 году аэропорт достиг наибольшего расцвета: количество взлётов дошло до 14 тысяч рейсов в год.
В 2015 году аэропорту присвоен статус международного.
В январе 2017 года аэропорт был закрыт на реконструкцию до конца года в связи с проведением в Саранске матчей Чемпионата мира по футболу-2018. Взлётно-посадочная полоса была усилена асфальтобетоном. Был построен новый пассажирский терминал площадью почти 7 тысяч м² и пропускной способностью до 300 человек в час (600 человек в час во время проведения матчей). После окончания реконструкции аэропорт стал принимать такие самолёты, как Boeing 737-800 и Airbus A320. 14 февраля 2018 года аэропорт принял первый регулярный рейс после реконструкции.
В ноябре 2019 года АО «Авиалинии Мордовии», принадлежащий фонду имущества Республики Мордовия и единственный владелец аэропорта Саранска выставил на аукцион 22 объекта недвижимости своей компании, включая старый аэровокзал, здания аэродромной наземной службы, транспортные средства для обслуживания аэропортовой инфраструктуры и другие объекты. Победителем конкурса стала московская компания «Аэросити-Девелопмент», связанная с холдингом «Новапорт» Романа Троценко. Ожидается, что новая компания повысит операционную и финансовую эффективность «Авиалиний Мордовии», рост числа рейсов и пассажиропоток до 500 тыс. человек в год.
В мае 2024 года открылся новый международный терминал, общий пассажиропоток за первую половину 2024 года составил свыше 65 тысяч пассажиров, показав рост в 16,5% в сравнении с аналогичным периодом прошлого года.

## Принимаемые типыВС
Ан-12, Ан-24, Ан-26, Ан-28, Ту-134, Як-40, Як-42, Let L-410 «Turbolet», Bombardier CRJ 100/200, Diamond DA40, Embraer EMB 120 Brasilia, Cessna 208, ATR 72, Boeing 737-300/400/500/600/700/800, Airbus A320/319/321, Embraer ERJ-145, Embraer E-190, Sukhoi Superjet 100/200 и более лёгкие, вертолёты всех типов. Классификационное число ВПП (PCN) 25/R/B/X/T.

## Показатели деятельности
| Пассажиропоток: | Пассажиропоток: | Пассажиропоток: | Пассажиропоток: | Пассажиропоток: | Пассажиропоток: | Пассажиропоток: | Пассажиропоток: | Пассажиропоток: | Пассажиропоток: | Пассажиропоток: | Пассажиропоток: | Пассажиропоток: | Пассажиропоток: | Пассажиропоток: | Пассажиропоток: | Пассажиропоток: | Пассажиропоток: |
| --------------- | --------------- | --------------- | --------------- | --------------- | --------------- | --------------- | --------------- | --------------- | --------------- | --------------- | --------------- | --------------- | --------------- | --------------- | --------------- | --------------- | --------------- |
| год             | 2014            | 2015            | 2016            | 2017            | 2018            | 2019            | 2020            | 2021            | 2022            | 2023            | 2024            |                 |                 |                 |                 |                 |                 |
| тыс. пассажиров | 28,77           | 30,38           | 31,06           | —               | 130             | 90,55           | 40,71           | 103,7           | 82              | 104,632         | 120             |                 |                 |                 |                 |                 |                 |
| Грузопоток:     |                 |                 |                 |                 |                 |                 |                 |                 |                 |                 |                 |                 |                 |                 |                 |                 |                 |
| год             |                 |                 |                 |                 |                 | 2019            | 2020            | 2021            | 2022            | 2023            | 2024            |                 |                 |                 |                 |                 |                 |
| тонн            |                 |                 |                 |                 |                 | 4,6             | 4,85            | 21,03           | нет данных      | нет данных      | нет данных      |                 |                 |                 |                 |                 |                 |
| Источники:      |                 |                 |                 |                 |                 |                 |                 |                 |                 |                 |                 |                 |                 |                 |                 |                 |                 |